# Energiemarktdienstleister
Energiemarktdienstleister sind Unternehmen, die Geschäftsprozesse der im Energiemarkt bestehenden Marktrollen (die sich u. a. aus dem Energiewirtschaftsgesetz ergeben) erbringen. Dabei können einerseits Marktrollen der Energiewirtschaft (z. B. Lieferant oder Messstellenbetreiber) von Energiemarktdienstleistern selbst eingenommen werden sowie andererseits auch Dienstleistungen im Auftrag der Marktakteure erbracht werden.

## Mögliche Geschäftsprozesse
Geschäftsprozesse in der Energiewirtschaft beinhalten umfangreiche Aufgaben, die neben Kernbereichen der verschiedenen Marktakteure wie Erzeugung, Netzbetrieb, Energielieferung und Messstellenbetrieb etc. auch regulierte Abläufe beinhalten. Regulierte Geschäftsprozesse umfassen z. B. jene Prozesse, die zur Steigerung des Wettbewerbs im Energiesektor durch die Bundesnetzagentur (BNetzA) evaluiert und standardisiert wurden bzw. werden. Die Festlegungen der BNetzA, wie z. B. GPKE und GeLi Gas (Geschäftsprozesse Lieferantenwechsel Strom bzw. Gas), GABi Gas und MaBiS (Regeln zur Bilanzierung im Gas- bzw. Strombereich) sowie WiM (Geschäftsprozesse im Messwesen), beinhalten detaillierte Regelungen zu Prozessschritten, Fristen und Formaten, die in den Unternehmen und in der Kommunikation zwischen den Marktakteuren umgesetzt werden sollen.

## Marktakteure
Energiemarktdienstleister, die Aufgaben im Energiemarkt übernehmen, sind unter anderem Abrechnungs-, Mess- und IT-Dienstleister, Zählergesellschaften und -dienstleister, Messstellenbetreiber, Beratungsunternehmen, Call-Center und Inkassodienstleister, die z. B. Dienstleistungen für Energieversorgungsunternehmen, wie Verteilnetzbetreiber, Stadtwerke, Regionalversorger etc., erbringen.

## Mögliche Aufgaben
Die Angebote von Energiemarktdienstleistern nehmen eine zentrale Bedeutung auf dem Energiemarkt ein, denn die zunehmend komplexer werdenden rechtlichen und wettbewerblichen Regelungen erfordern eine steigende Fachkompetenz im Markt, die verstärkt über den Einsatz und das Know-how von Dienstleistern abgedeckt wird.
Energiemarktdienstleister übernehmen all jene Aufgaben, die der Versorger – aufgrund strategischer und/oder wirtschaftlicher Interessen – auslagert. Aktuell sind vor allem Aufgabenbereiche wie der Einsatz von sogenannten „intelligenten Zählern“ (Smart Meter), die Umsetzung von Festlegungen der BNetzA (z. B. GPKE, GeLi Gas, WiM), Umsetzung der Anforderungen aus dem EnWG (z. B. schneller Lieferantenwechsel innerhalb von drei Wochen) oder allgemein der effiziente Einsatz optimaler IT-Systeme im Energiemarkt wichtige Themen, die über Beratungsleistungen oder die Prozessumsetzung durch Energiemarktdienstleister unterstützt werden.